# ジャック・ル・ゴフ (馬術選手)
ジャック・ル・ゴフ(Jack Le Goff、1931年4月8日 – 2009年7月24日）は、フランスのバス＝ノルマンディー地域圏オルヌ県アランソン出身の馬術選手、軍人。
1960年ローマオリンピックでは、総合馬術個人と総合馬術団体に出場した。個人では8位だったものの団体で銅メダルを獲得した。1964年に開催されている東京オリンピックにも出場したが、個人では23位、団体でも8位と成績は振るわなかった。
引退後はフランスの他アメリカ合衆国のペンシルベニア州やアリゾナ州にてコーチを務めた。2009年7月24日、ペイ・ド・ラ・ロワール地域圏のメーヌ＝エ＝ロワール県ソミュールにて亡くなった。78歳だった。